# Copitarsia inducta
Copitarsia inducta är en fjärilsart som beskrevs av Walker sensu Druce. Copitarsia inducta ingår i släktet Copitarsia och familjen nattflyn. Inga underarter finns listade i Catalogue of Life.